# Saint-Pierre-de-Wakefield
Saint-Pierre-de-Wakefield est un village compris dans le territoire de la municipalité de Val-des-Monts dans Les Collines-de-l'Outaouais au Québec (Canada), à 28 km au nord de Gatineau.